# Galerie Konzett

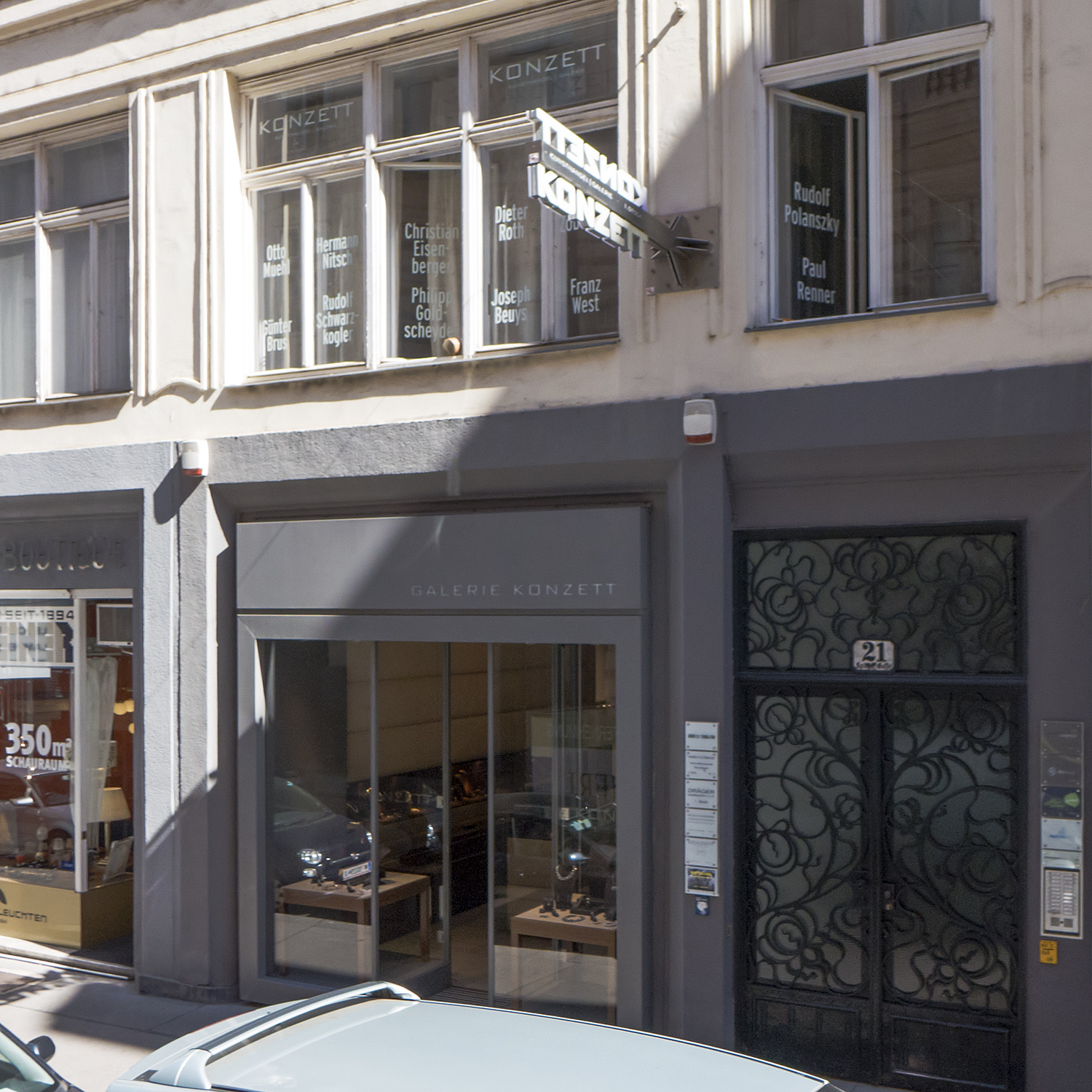
Galerie Konzett

Die Galerie Konzett ist eine Kunstgalerie in Wien.

## Geschichte
Die Galerie Konzett wurde 1989 in Graz von dem Kunsthändler Philipp Konzett (* 1965) gegründet. Seit 2006 befindet sich der Hauptsitz der Galerie in der Wiener Innenstadt. 

## Konzept
Das Ausstellungsprogramm der Galerie ist themenorientiert und soll eine Verbindung zwischen Sammlung und jüngsten künstlerischen Positionen herstellen, unter anderem zu Christian Eisenberger, Michael Horsky, Rita Nowak, Paul Renner, Frederick Steinmann, Yun Wang und Hans Weigand.
Seit 2014 ist das KonzettKonzeptKonzert, kurz KKK genannt, fixer Bestandteil des Galerieprogramms. Ziel dieser interdisziplinären Projektreihe ist es, traditionelle Vermittlungsstrategien zu hinterfragen und einer kritischen Neuorientierung zu unterziehen. Ausstellungsobjekte und Musikstücke werden unter einem thematischen Aspekt in Beziehung zueinander gebracht, verdichtend, ergänzend oder kontrapunktiv. Ein „klingender Katalog“ verbindet die beiden Ebenen: Zu einem musikalischen Ritornell werden Texte zu Inhalt und Konzept des jeweiligen Projekts rezitiert, als Einstimmung, Information und Überleitung. Die Initiatoren und Kuratoren sind Philipp Konzett (bildende Kunst) und Michael Mautner (Musik).
Die Galerie nimmt regelmäßig an der Art Cologne und der Viennafair teil.

## Sammlung
Die Galerie verfügt über eine umfangreiche Sammlung ethnografischer Kunst aus Afrika und Asien, daneben begann Konzett Anfang der 1980er-Jahre Werke des Wiener Aktionismus zu sammeln. Mittlerweile ist das Schaffen von Günter Brus, Otto Muehl, Hermann Nitsch und Rudolf Schwarzkogler werkspezifisch weitgehend erfasst und wird ergänzt durch Dokumentationsmaterial, wie Fotografien, Grafiken, Filme, Bücher und Autografen.
Die Sammlung umfasst auch den internationalen „aktionistischen Kontext“. Ausgehend vom Pionier der zeitgenössischen Kunst, Marcel Duchamp, sind Vertreter früher performativer und „Direct-Art“-Bewegungen Teil des Bestandes, wie die Gutai Group und NO!art, aber auch feministische Positionen wie Gina Pane, Carolee Schneemann und VALIE EXPORT. Joseph Beuys und Dieter Roth, die sich mit Fragen nach Vergänglichkeit und Nachhaltigkeit befassen, stellen einen schlüssigen Gegenpart zur körperbetonten Kunst des Aktionismus dar. Mit Martin Kippenberger, Rudolf Polanszky, Franz West und Heimo Zobernig wird ein Bezug zur nachfolgenden Generation hergestellt.
Exponate aus der Sammlung sind als Leihgaben in zahlreichen internationalen Ausstellungen präsent, die sich mit avantgardistischen Kunstströmungen um 1960 auseinandersetzen. Teile des Bestandes werden aber auch zum Thema eigenständiger Präsentationen, wie Der chirurgische Blick. Inszenierte Fotografie. Sammlung Konzett in WestLicht. Schauplatz für Fotografie, Wiener Aktionismus – Was nun? Sammlung Konzett im Palais Liechtenstein und Joseph Beuys. Schamane in der Kunsthalle Krems und der Städtischen Galerie Ravensburg, alle 2009. In der Ausstellung Entdecken und Besitzen Einblicke in österreichische Privatsammlungen im Herbst 2005 im Museum Moderner Kunst Stiftung Ludwig Wien war er als einer der größten österreichischen Kunstsammler prominent vertreten.